# Moritzburg (Halle)

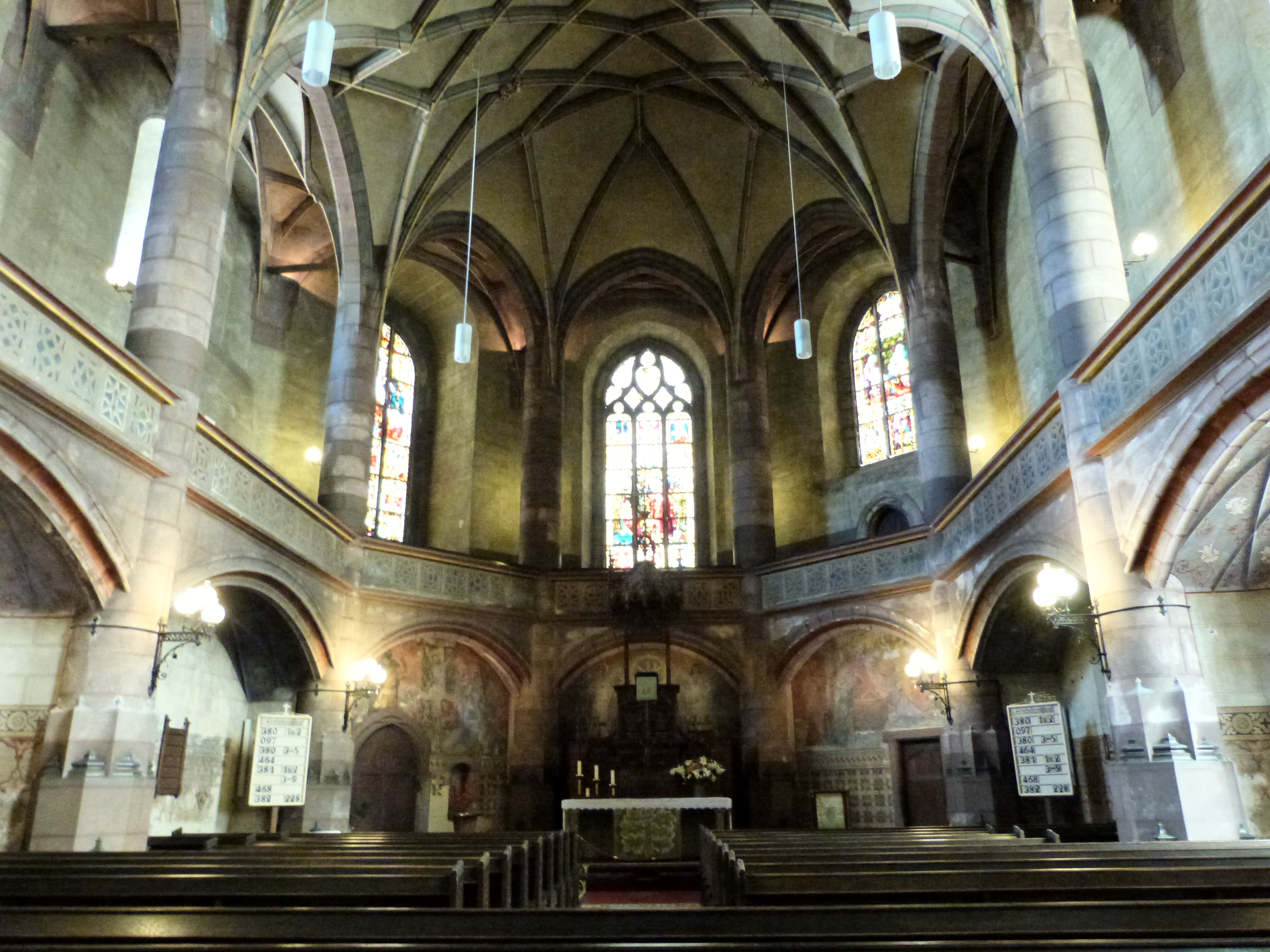
Wnętrze kaplicy św. Marii Magdaleny

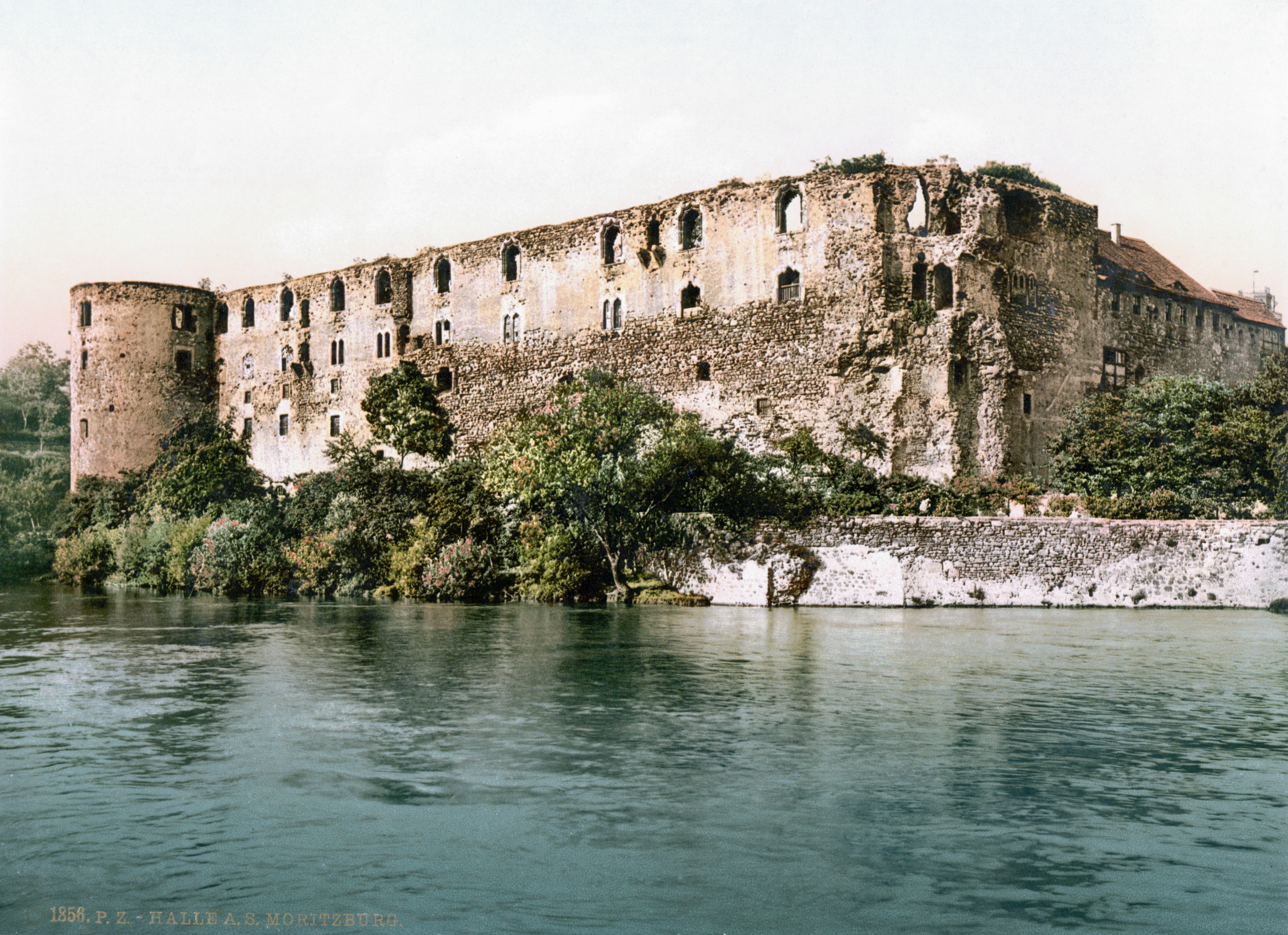
Widok od zachodu na Moritzburg na przełomie XIX i XX w.

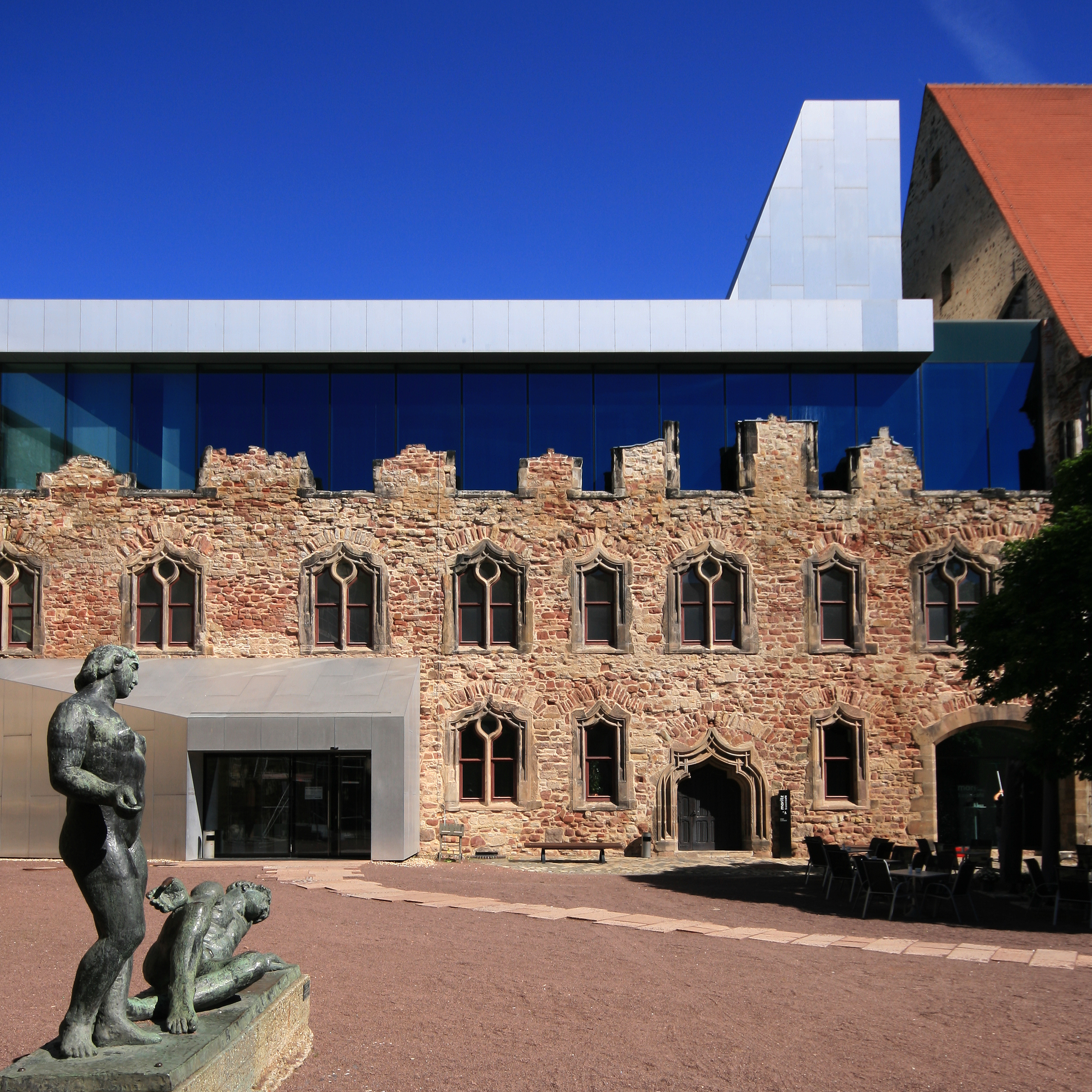
Północne skrzydło zamku z wejściem do muzeum

Moritzburg – zbudowany na przełomie XV i XVI w. zamek znajdujący się w Niemczech w mieście Halle (kraj związkowy Saksonia-Anhalt). Zbudowany został jako rezydencja arcybiskupów Magdeburga, zniszczony podczas wojny trzydziestoletniej; od końca XIX w. siedziba muzeum.

## Historia
Budowę zamku rozpoczął arcybiskup Magdeburga Ernest Wettin w 1484 r., gdy wmurowano kamień węgielny. Nadano mu nazwę Moritzburg (w języku polskim dosłownie zamek Maurycego), która pochodziła od imienia św. Maurycego, patrona arcybiskupstwa. Budowa zamku była efektem odniesionego zwycięstwa arcybiskupa nad mieszczanami z Halle, którzy we wcześniejszych stuleciach w znacznym stopniu uniezależnili się od kontroli arcybiskupów, suwerenów tej ziemi (podobnie jak mieszczanie Magdeburga). Swoje przedsięwzięcie Ernest Wettin sfinansował w dużej części z dochodów z salin należących do mieszczan Halle, które zapewnił sobie po swym zwycięstwie. W 1503 r. przeniósł się tutaj na dobre z pobliskiego zamku Giebichenstein.
Zamek łączył ze sobą odchodzący już styl gotycki oraz pierwsze pojawiające się trendy renesansu. Łączył także różne funkcje: był rezydencją arcybiskupa, siedzibą urzędów oraz fortecą zapewniającą kontrolę nad miastem. Zamek zbudowano na planie nieco nieregularnego czworokąta o wymiarach ok. 72 x 85 m, z okrągłymi wieżami w narożnikach. Komnaty reprezentacyjne i mieszkalne arcybiskupa mieściło zachodnie skrzydło zamku, przylegające do rzeki Soławy. W północno-wschodniej części zamku znalazła się kaplica zamkowa pod wezwaniem św. Marii Magdaleny, poświęcona w 1509 r. Bramy znajdowały się w pierzejach północnej (zewnętrzna) i wschodniej (prowadząca bezpośrednio do miasta).
Zamek stanowił także rezydencję następcy fundatora zamku, kolejnego arcybiskupa Magdeburga Albrechta Hohenzollerna. Postępy reformacji zmusiły go do porzucenia Moritzburga w 1541 r. Stanowił on jednak nadal rezydencję arcybiskupów, a następnie protestanckich administratorów arcybiskupstwa. W okresie wojny trzydziestoletniej zamek przechodził z rąk do rąk: stacjonował tu Albrecht von Wallenstein, Johan von Tilly, a także wojska szwedzkie. Podczas oblężenia przez Szwedów, 6 stycznia 1637 r. wybuchł pożar, który zniszczył zachodnie i północne skrzydło zamku; kolejne zniszczenia przyniosło oblężenie z 1639 r., wskutek którego to Szwedzi poddali zamek wojskom saskim.
Po śmierci ostatniego administratora arcybiskupstwa magdeburskiego w 1680 r. Halle, zgodnie z postanowieniami pokoju westfalskiego, włączono do państwa brandenburskiego. Pozostałości zamku służyły celom wojskowym. W 1777 r. wzniesiono barokowy budynek szpitala wojskowego. Potem zamek służył różnym celom gospodarczym.
W pierwszej połowie XIX w. powstała koncepcja przebudowy go na siedzibę miejscowego uniwersytetu, którą jednak porzucono. Mimo to w połowie tego stulecia rząd pruski odzyskał zamek. W 1897 r. sprzedał go miastu Halle, które zrekonstruowało częściowo zabudowania i uruchomiło w nich muzeum. Mimo to części zamku służyły innym celom – w części północnej urządzono salę gimnastyczną dla studentów uniwersytetu, w latach 60. XX w. powstał tu teatr i restauracja, a w latach 70. klub studencki z dyskoteką. Na początku XXI w. przeprowadzono dalsze prace rekonstrukcyjne, dzięki którym muzeum zyskało nowe powierzchnie wystawiennicze – istniejące ruiny zamku połączono z nowoczesną architekturą.